# 宇都宮持綱
宇都宮 持綱（うつのみや もちつな、応永3年（1396年） - 応永30年8月9日（1423年9月13日））は室町時代中期の武将で、下野国の宇都宮氏第13代当主。武茂綱家の三男で12代当主宇都宮満綱の婿養子。第14代当主宇都宮等綱、芳賀成高室、蘆名盛詮室の父。常陸介。
下野宇都宮氏の一族、武茂氏の出身。応永14年（1407年）に急逝した宇都宮氏本家の満綱に男子がいなかったのでその養子となり家督を継承した。鎌倉公方足利持氏に臣従してその偏諱を受けて持綱と名乗る。上杉禅秀の乱では関東の諸将が上杉方につき一族にも呼応の動きがある中で、室町幕府の討伐軍に協力して乱を鎮圧、その功によって上総国守護、京都扶持衆に任じられるなど幕府に重用されたが、持氏より那須郡三依郷を長沼義秀に譲って欲しいと懇願された時に拒否したことなどから持氏に警戒されるようになり、のち小栗満重の乱に荷担したとして討伐を受けた。持綱は反鎌倉府の活動を命じる幕府からの御内書を受けていたとみられている。応永30年（1423年）8月9日、一族の塩谷教綱によって殺害された。塩谷氏・芳賀氏ら、家中の親鎌倉府派による離反があったとみられている。